# 932

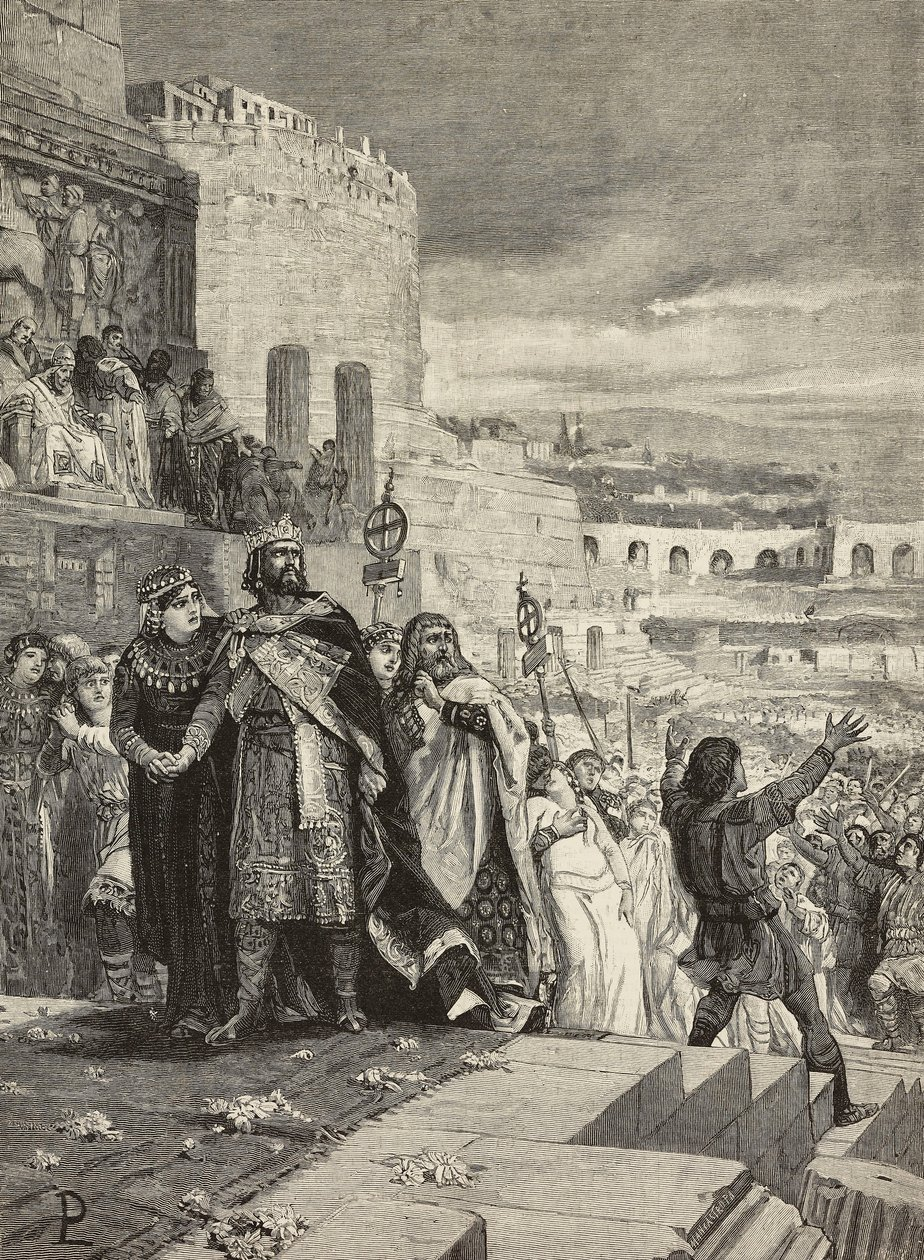
Huwelijk van Hugo van Arles met Marozia (links) in Rome.

Het jaar 932 is het 32e jaar in de 10e eeuw volgens de christelijke jaartelling.

## Gebeurtenissen

### Europa
- Zomer - Koning Hugo van Arles treedt in het huwelijk met Marozia, de de facto heerseres van Rome. Tijdens de huwelijksceremonie komt Alberik II, hertog van Spoleto, in opstand tegen zijn stiefvader en verjaagt hem uit de stad. Hij laat Marozia (zijn moeder) opsluiten in de gevangenis en roept zichzelf uit tot heer (princeps) van Rome.[1]
- Raymond III, graaf van Toulouse, zweert trouw aan koning Rudolf van het West-Frankische Rijk. Hij beloont hem met de titel hertog van Aquitanië, graaf van Auvergne en met het markgraafschap Gothië (Zuid-Frankrijk).
- Pietro II Candiano wordt verkozen tot doge van Venetië en begint een handelsblokkade tegen Istrië. Na een diplomatiek incident met de Kerkelijke Staat laat hij de stad Comacchio verwoesten.
- Artesië wordt veroverd door graaf Arnulf I ("de Grote"), de erfgenaam van Boudewijn II van Vlaanderen. en blijft voor een lange periode bij Vlaanderen ingelijfd.

## Religie
- Zomer - Paus Johannes XI wordt door zijn halfbroer Alberik II gedwongen het pontificaat af te staan. Hij mag zich alleen nog mengen in geestelijke zaken.

## Geboren
- 6 mei - Dirk II, graaf van West-Frisia (waarschijnlijke datum)

## Overleden
- 1 juni - Thietmar I, markgraaf van Merseburg
- Rollo, hertog van Normandië (waarschijnlijke datum)